# Câmara dos Comuns do Canadá
A Câmara dos Comuns do Canadá (em inglês House of Commons of Canada; em francês Chambre des Communes du Canada) é uma parte do Parlamento do Canadá, que também inclui o chefe do Estado do Canadá (o monarca do Reino Unido, representado pelo governador-geral) e pelo Senado do Canadá. Todos os 308 membros que compõem a Câmara dos Comuns são eleitos democraticamente, que são conhecidos como "Membros do Parlamento". Os membros são eleitos a termos que possuem um limite máximo de cinco anos, ou até que o parlamento seja dissolvido. Cada membro é um representante escolhido de um dos 308 atuais distritos eleitorais do Canadá.
A Câmara dos Comuns foi estabelecida em 1867, quando o Ato da América do Norte Britânica de 1867 criou o Dominion of Canada (o nome oficial do Canadá), baseado na Câmara dos Comuns do Reino Unido. Em prática, a Câmara dos Comuns, ou Câmara Inferior (Lower House) é muito mais poderosa do que o Senado, a Câmara Superior (Upper House), e é facilmente o ramo dominante do Parlamento. Embora a aprovação de ambas as Câmaras sejam necessárias para a aprovação de leis, o Senado raramente rejeita leis que foram aprovadas pela Câmara  dos Comuns. Além disso, o Governo do Canadá está nas mãos da Câmara dos Comuns - o primeiro-ministro do Canadá apenas permanece em ofício quando possui o suporte da maioria dos membros da Câmara dos Comuns. O Senado não possui tal influência, e não exerce tal poder no governo do país.
A palavra "Comuns" é derivada do inglês Commons, que por sua vez, é derivado da palavra francesa Communes - que significa "comunas", "localidades". O Canadá é a única nação, além do Reino Unido, a usar o termo "Câmara dos Comuns" para a Câmara Inferior do Parlamento. As sessões da Câmara dos Comuns do Canadá são realizadas na Parliament Hill (Morro do Parlamento), em Ottawa, Ontário.

## História
A Câmara dos Comuns foi criada em 1867, quando o Parlamento do Reino Unido aprovou o Ato da América do Norte Britânica de 1867, unindo a então província de Canadá (separadas em Canadá Ocidental e Canadá Oriental, as bases das atuais províncias canadenses de Ontário e Quebec), Novo Brunswick e Nova Escócia em uma única federação, chamada de Dominion of Canada. O novo parlamento canadense consistia no chefe de estado do país (o monarca do Reino Unido, representado no Canadá pelo governador-geral), o Senado e a Câmara dos Comuns. O Parlamento do Canadá foi baseado no Sistema de Westminster, isto é, o modelo parlamentar do Reino Unido. Canadá, porém, continuou a ser parte do Império britânico. Nenhuma lei ou ato aprovado pelo Parlamento canadense não poderia contradizer uma lei ou ato britânico; o Parlamento do Reino Unido continuou a ser a suprema autoridade legislativa de todo o Império britânico. Maior autonomia foi dada pelo Parlamento britânico pelo Estatuto de Westminster de 1931, onde na qual o Reino Unido parou de interferir em assuntos canadenses. Autonomia total foi dada apenas no Canada Act 1982, pela qual o Parlamento britânico removeu todos seus poderes remanescentes sobre o Poder Legislativo do Canadá.

## Membros e eleições
A Câmara dos Comuns do Canadá é composta de 308 Membros do Parlamento (Member of Canadian House of Commons), cada um representando um dos 308 distritos eleitorais do Canadá, sendo que a Constituição do Canadá requer um mínimo de 282 distritos eleitorais. Cada distrito eleitoral possui uma população de aproximadamente 110 mil habitantes. As posições da Câmara dos Comuns são distribuídas entre as províncias e territórios, por proporção da população de tais subdivisões. Usa-se a população do último censo oficial realizado no país, a última tendo sido realizada em 2001. Há duas exceções para esta regra. Primeiramente, a "Cláusula do Senado" (Senatorial Clause) garante que cada província terá ao menos tantos representantes no Parlamento do Canadá quanto eles tinham em 1976 ou em 1985. Finalmente, nenhuma província pode perder mais do que 15% de suas posições na Câmara dos Comuns após os resultados do censo (realizado a cada 5 anos) serem publicados. Por causa destas três cláusulas, províncias pequenas e províncias que tiveram um relativo declínio no seu crescimento populacional estão exageradamente representadas na Câmara dos Comuns. Apenas as províncias de Alberta, Colúmbia Britânica e Ontário - as províncias que possuem os maiores níveis de crescimento populacional no país - estão razoavelmente bem-representadas na Câmara dos Comuns, em proporção à população de tais províncias. Comissões provinciais são responsáveis por planejar os distritos eleitorais e desenhar suas fronteiras, mas as propostas feitas por tais comissões estão sujeitas à aprovação do Parlamento. Cada um dos três territórios do Canadá - Nunavut, Territórios do Noroeste e Yukon - possuem direito a apenas um Membros do Parlamento na Câmara dos Comuns, e isto independe da população do território.

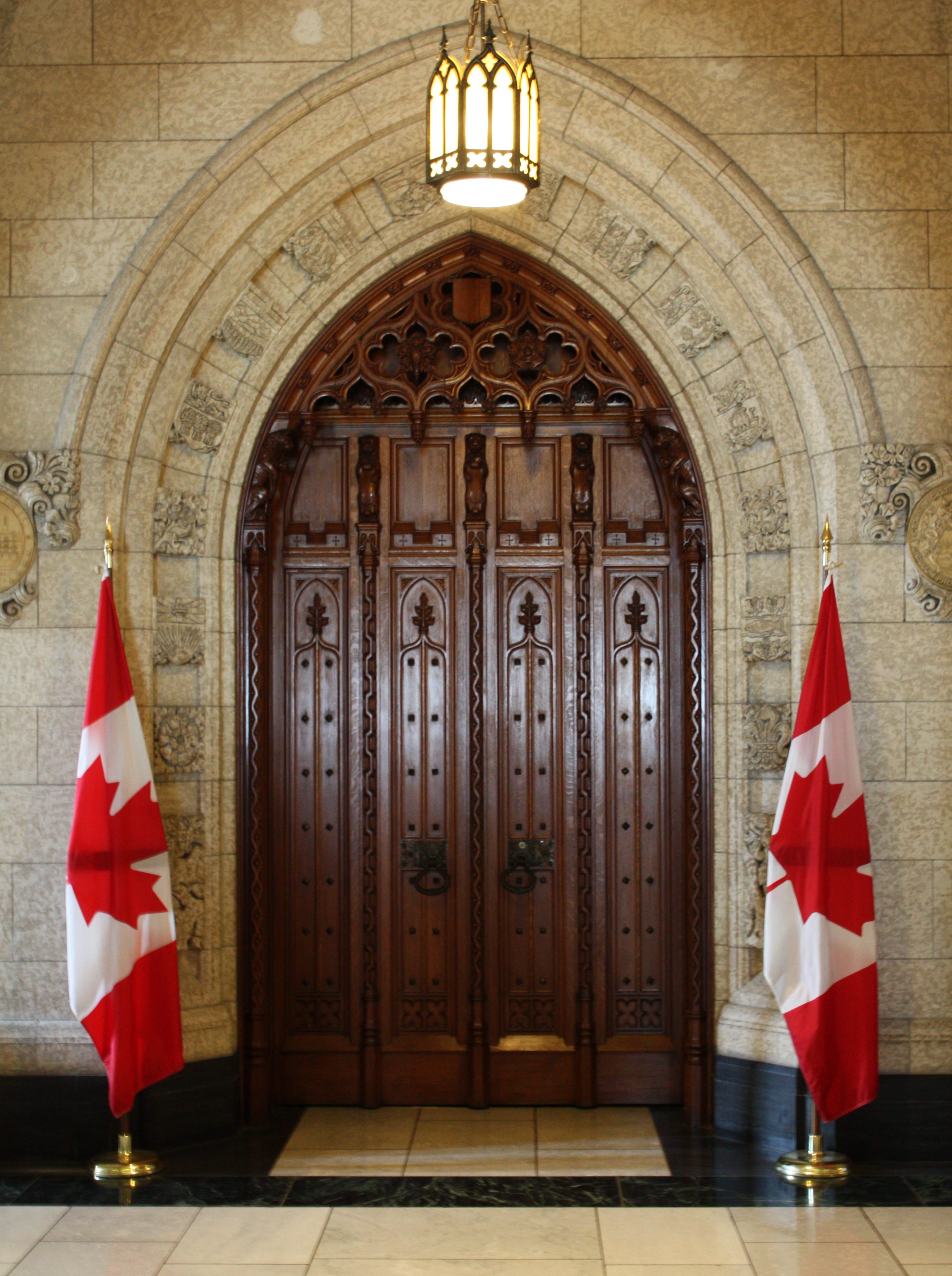
Entrada principal do plenário da Câmara dos Comuns.

Eleições nacionais (General elections) acontecem sempre que o Parlamento é dissolvido pelo governador-geral, a pedido do primeiro-ministro. Todos os membros da Câmara dos Comuns, incluindo Membros do Parlamento e o primeiro-ministro, são eleitos a mandatos de no máximo cinco anos de duração. Se a última eleição nacional foi realizada há cinco anos, o parlamento precisa ser dissolvido, para a ocorrência de novas eleições. Todos os membros da Câmara dos Comuns podem concorrer à reeleição quantas vezes quiserem. Os candidatos a deputado são geralmente escolhidos por partidos políticos. É possível a um candidato concorrer em uma eleição sem afiliação política, mas tais candidatos possuem poucas chances de serem eleitos pela população. O último político independente a ser eleito para a Câmara dos Comuns foi Gilles Duceppe, em uma by-election em 1990. Embora Duccepe estivesse afiliado com o Bloco Quebequense, este partido, recém-criado, não estava registrado na Elections Canada, e, portanto, o partido não existia ainda, oficialmente. O último candidato realmente sem qualquer afiliação política foi Tony Roman, que venceu as eleições de 1984, como representante do distrito eleitoral de York North.
Para candidatar-se às eleições, os candidatos precisam possuir papéis oficiais de nominação, possuindo as assinaturas de ao menos 50 a 100 constituintes, dependendo do tamanho do distrito eleitoral. Os eleitores de cada distrito eleitoral votam em um dos candidatos do distrito eleitora, e cada distrito eleitoral, portanto, possui o direito de enviar à Câmara dos Comuns um membro. Nestas eleições, o candidato com a maioria dos votos vence as eleições, e torna-se um Membro do Parlamento e representante do distrito na Câmara dos Comuns. Para votar, uma pessoa precisa ter cidadania canadense e ao menos 18 anos de idade.
Uma vez eleito, os Membros do Parlamento continuam em seus ofícios até a próxima dissolução do Parlamento. Se um Membros do Parlamento deixa de ser qualificado, ou renuncia, sua posição torna-se vaga a outro candidato. É possível à Câmara dos Comuns expulsar um membro, mas este poder foi exercido apenas quando o membro em questão esteve envolvido em casos graves de falta de conduta parlamentar ou em atividades criminais. Em ambos os casos, o posto vacante pode ser preenchido por uma by-election, uma eleição realizada no distrito eleitoral do ex-membro em questão. 
O termo "Membro do Parlamento" (Member of Parliament) é geralmente usado apenas em referência aos membros da Câmara dos Comuns, mesmo sendo o Senado canadense parte do Parlamento canadense. Membros da Câmara dos Comuns do Canadá possuem o direito de usar as letras pós-nominais "MP". O salário anual de cada Membro do Parlamento é de 144 mil dólares canadenses, embora membros possam receber salários maiores dependendo de outros ofícios exercidos, como, por exemplo, o ofício de Presidente da Câmara dos Comuns.

## Qualificações
Sob o Ato da Constituição de 1867, o Parlamento do Canadá tem o direito de determinar as qualificações necessárias dos membros da Câmara dos Comuns. As atuais qualificações estão ditas no "Ato das Eleições" (Canada Elections Act), que foi aprovada em 2000. Sob as especificações do Ato, um indivíduo precisa ter os mesmos requisitos de um eleitor no dia que ele é nominado como um dos candidatos da eleição. Ou seja, cidadania canadense e ao menos 18 anos de idade são requisitos fundamentais. O Ato em questão também proíbe criminosos em candidatarem-se a eleições. Além disso, indivíduos que foram considerados culpados em algum crime relatado com eleições (fraude, corrupção ou compra de votos, por exemplo) ficam proibidos de tornarem-se membros por 5 a 7 anos após a condenação.
O Ato também proíbe certos oficiais políticos de serem membros da Câmara dos Comuns. Os seguintes oficiais políticos estão proibidos de tornarem-se membros da Câmara dos Comuns enquanto desempenham seu ofício: membros das legislaturas provinciais e territoriais, xerifes, juízes e oficiais de eleições. O Oficial Chefe Eleitoral do Canadá e o Oficial Chefe-Assistente Eleitoral do Canadá, os diretores da Elections Canada, a agência federal responsável pela condução das eleições nacionais do Canadá, não somente estão proibidos de tornarem-se membros da Câmara dos Comuns como também estão proibidos de votar. Por último, um membro do Senado não pode tornar-se um membro da Câmara dos Comuns.

## Oficiais

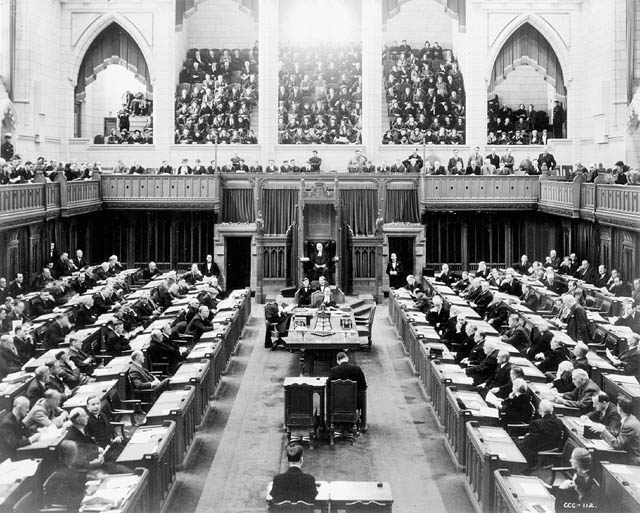
O oficial que preside a Câmara dos Comuns (localizado no centro da imagem) é o Presidente (Speaker) da Câmara dos Comuns (imagem de 1938).

Os membros da Câmara dos Comuns elegem um oficial a presidir a Câmara dos Comuns, que atuará como Presidente (Speaker), logo no começo de cada termo parlamentar, ou quando um novo Presidente é necessário. Anteriormente, era o primeiro-ministro que servia como Presidente da Câmara dos Comuns; embora a Câmara dos Comuns elegesse um membro para tornar-se Presidente da Câmara dos Comuns, esta votação era apenas informal. Desde 1986, porém, a Câmara dos Comuns têm eleito Presidentes, através de eleições. O Presidente é auxiliado por um Deputado-Presidente, que também possui o título de Chairman of Committees of the Whole. Outros dois deputados - O Deputy Chairman of Commitees of the Whole e o Assistant Deputy Chairman of Commitees of the Whole - também presidem. As tarefas de administrar e presidir as sessões da Câmara dos Comuns estão divididas entre os quatro oficiais anteriormente mencionados, porém, é o Presidente que administra o "Período das Questões" e os mais importantes debates.
O Presidente é o responsável pela enforçar a agenda prevista em uma dada sessão da Câmara dos Comuns, e controla os debates realizado na última. Em debates, é o Presidente que autoriza um dado Membro do Parlamento a discursar. Se um Membro do Parlamento acredita que uma regra (Standing Order) foi violada, ele ou ela pode alegar "ponto de vista" (point of order),  na qual o Presidente faz uma decisão, que não pode ser relacionada diretamente com o assunto discutido no debate. O Presidente também pode punir Membros do Parlamento que violam regras da Câmara dos Comuns. Ao presidir, o Presidente, que, como os Membros do Senado, possui afiliação política, precisa ser imparcial - seja contra membros de seu partido ou contra membros de outros partidos políticos. O Presidente é o principal administrador da Câmara dos Comuns. O atual Presidente da Câmara dos Comuns do Canadá é O Honorável Peter Milliken MP.
A parte do governo responsável por criar e dirigir legislação dentro da Câmara dos Comuns é o Líder do Governo na Câmara dos Comuns. O Líder da Câmara dos Comuns é um Membro do Parlamento escolhido pelo primeiro-ministro. O Líder administra a agenda das sessões da Câmara dos Comuns e tenta assegurar o suporta da oposição para a agenda legislativa do governo.
Os oficiais da Câmara dos Comuns que não são membros da Câmara dos Comuns incluem o Clerk, o Deputy Clerk, o Law Clerk, o General Legislative Counsel e vários outros clerks. Estes oficiais aconselham o Presidente da Câmara dos Comuns e os Membros do Parlamento das regras da Câmara dos Comuns. Outro importante oficial da Câmara dos Comuns, não-membro do Parlamento, é o Serjeant-at-Arms. As tarefas do Serjeant-at-Arms incluem a manutenção da ordem e da segurança da Câmara dos Comuns e seus arredores. O Serjeant-at-Arms também carrega o "Mastro Cerimonial" (Cerimonial Mace), um símbolo da autoridade do monarca da Câmara dos Comuns. O "Mastro Cerimonial" é colocada pelo Serjeant-at-Arms na "Mesa da Câmara dos Comuns" em toda sessão da última. O Mastro permanece na Mesa até o fim da sessão.

## Procedimentos

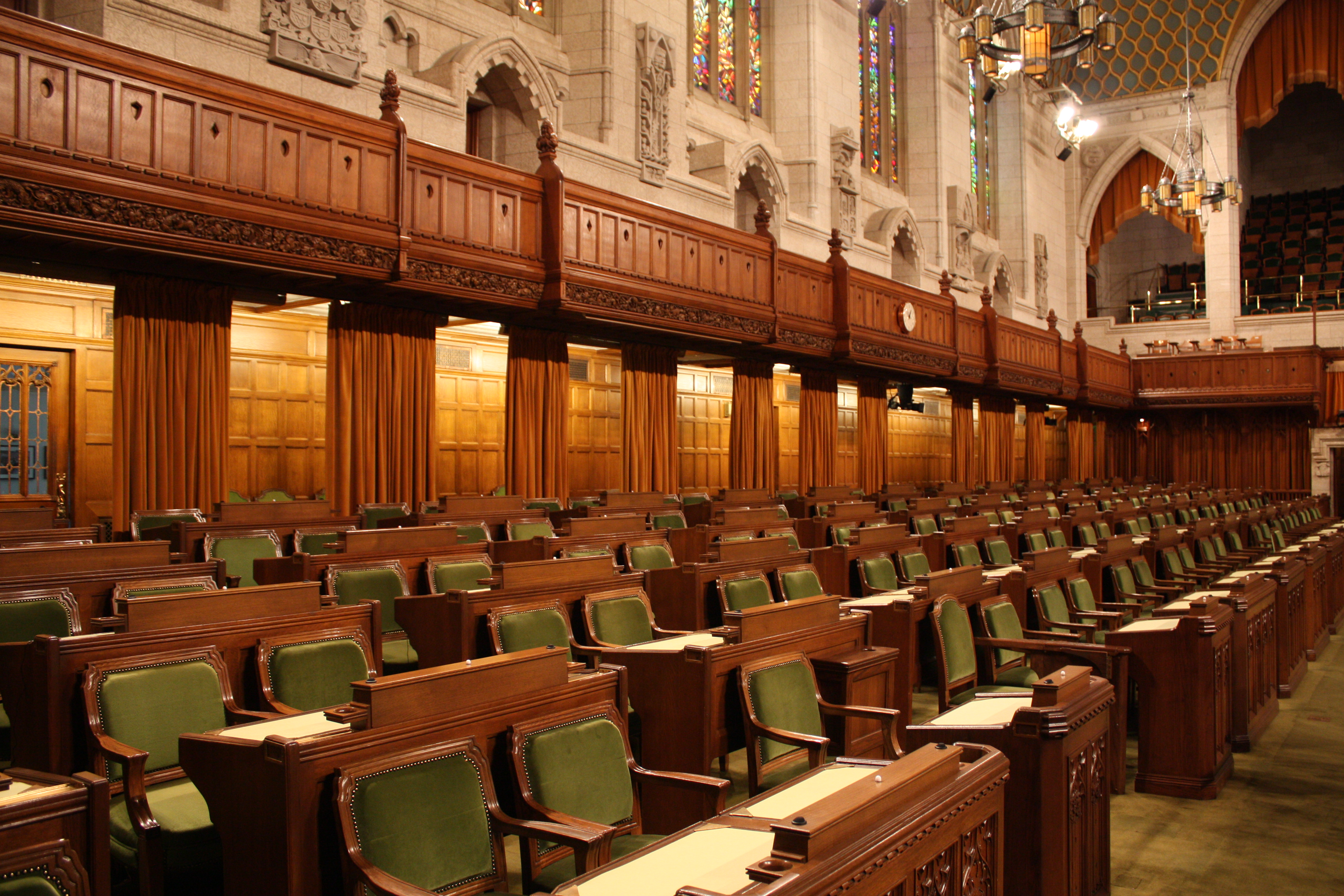
O interior Câmara dos Comuns.

Como o Senado, a Câmara dos Comuns realiza suas sessões na Parliament Hill (Morro do Parlamento), em Ottawa, Ontário. A Câmera dos Comuns é modestamente decorado em verde, ao contrário do Senado, elaboradamente decorada em vermelho. Existem bancos em dois lados da Câmera, separadas por um corredor central que possui "duas espadas" de comprimento. A Câmara dos Comuns do Canadá é baseada na Câmara dos Comuns do Reino Unido. A cadeira do Presidente está localizada em um dos lados da Câmera. à sua frente está localizado a "Mesa da Câmara dos Comuns", onde o "Mastro Cerimonial" é deitado em toda sessão parlamentar. Vários oficiais - clerks e outros oficiais - sentam-se nesta mesa, prontos para aconselhar o Presidente da Câmara dos Comuns quando necessário. Os membros do partido político em poder no Governo sentam-se nos bancos localizados à direita do Presidente enquanto os membros dos partidos políticos da oposição ocupam os bancos localizados à esquerda do Presidente. Ministros dos diversos departamentos governamentais (ou Ministérios) do país e líderes da oposição sentam-se nos bancos da frente - por isto, tais pessoas sendo conhecidas como frontbenchers - enquanto outros Membros do Parlamento, que sentam nos bancos de trás, são conhecidos como backbenchers.
As sessões da Câmara dos Comuns são realizadas de segunda à sextas, mas não em finais de semana. As sessões da Câmara dos Comuns estão abertas para o público. Os debates da Câmara dos Comuns são colocadas ao ar em rádios e em canais de televisão pela Cable Public Affairs Channel, um consórcio de empresas canadenses de TV a cabo. Estes debates também são gravadas em Hansards, o reporte oficial dos debates do parlamento.
O Ato da Constituição de 1867 estabelece um quorum (mínimo) de 20 membros (incluindo o Presidente) para as sessões da Câmara dos Comuns. Qualquer Membro do Parlamento pode pedir por uma contagem dos Membros para certificar-se que quorum foi atingido. Porém se o Presidente acredita que ao menos 20 Membros estejam claramente presentes, o Presidente pode rejeitar o pedido. Se uma contagem acontece, e que o quorum não foi atingido de fato, o Presidente ordena que sinos sejam tocados para que outros Membros do Parlamento nos recintos do Parlamento possam vir à Câmera. Se, após uma segunda contagem, o quorum não foi novamente atingido, o Presidente precisa adiar a sessão até o próximo dia útil.
Durante debates, membros do Parlamento podem discursar apenas se foram autorizados pelo Presidente. O Presidente é responsável de garantir que os Membros de todos os partidos tenham uma oportunidade de serem ouvidos. O Presidente também determina que é que discursará primeiro, no caso de que dois Membros do Parlamento fiquem de pé, pedindo para discursar. Porém, a decisão do Presidente pode ser alterada pela Câmara dos Comuns. Moções precisam ser movidas por um membro e seguidas por outro antes que debate possa começar; algumas moções, porém, não podem ser debatidas.
Discursos podem ser realizados em um dos dois idiomas oficiais do país - francês ou inglês. Os Membros precisam direcionar seus discursos para o Presidente, e não para os Membros da Câmara dos Comuns, através da sentença "Senhor(a) Presidente..." (Masculino: Mr Speaker, em inglês; Monsieur le Président, em francês / Feminino: Madam Speaker, em inglês; Madame la Présidente, em francês). Caso queira referir-se a um membro em particular, o orador precisa usar a terceira pessoa, jamais a segunda pessoa. Tradicionalmente, os membros do Parlamento usam "O Honorável Membro do [distrito eleitoral]" para referir-se a outro membro, e não nomes.
O Presidente aplica as regras da Câmara dos Comuns, e pode avisar e punir membros que violam estas regras. Desrespeitar as instruções dadas pelo Presidente é considerado uma violação grave da Câmara dos Comuns, e pode resultar em suspensão do violador das sessões da Câmara dos Comuns por tempo indeterminado.
Nenhum membro do Parlamento pode discursar mais do que uma vez em uma mesma questão. Além disso, comentários repetitivos e/ou irrelevantes são proibidos; o Presidente pode ordenar a um membro parar de discursar imediatamente, caso rompa esta regra. A The Standing Orders of the House of Commons preescreve tempos-limites para discursos. Estes limites dependem da natureza da moção, mas geralmente são entre 10 a 20 minutos. Porém, dentro de certas circunstâncias, o primeiro-ministro e o Líder da Oposição Oficial possuem direito de fazer discursos mais longos. Debates podem ser restritos por uma moção de "Tempo de Alocação" (Time allocation motion). Como alternativa, a Câmara dos Comuns pode terminar o debate através de uma moção para "fechamento" (closure).
Quando o debate termina, a moção em questão é votada. A Câmara dos Comuns primeiramente vota através da Voice Vote. O Presidente põe a questão, e os Membros respondem ou yea (a favor da moção) ou nay (contra a moção). O Presidente então anuncia o resultado da votação, mas cinco ou mais membros podem desafiar a decisão do Presidente, então, forçando a votação para Recorded Vote. Na Recorded Vote, primeiramente, votam os membros a favor da moção. Estes ficam de pé, e os clerks anotam os nomes dos Membros e seu voto. O mesmo é feito para os Membros contra a moção. Ao contrário do Senado, não há Recorded Vote para os Membros que decidem abster-se da votação, embora um Membro possa abster-se da Recorded Vote permanecendo sentado durante toda a votação. Se há um empate de votos, o Presidente ou o Deputado-Presidente possuem direito ao Voto de Minerva. Se o número de votantes mais o Presidente não totaliza 20, então, quorum não está presente, e a votação é considerada inválida.
O resultado da maioria das votações torna-se conhecida muito anteriormente ao final da votação, uma vez que os partidos políticos normalmente instruem aos seus membros no que votar. Os partidos políticos do Canadá normalmente designam alguns Membros de confiança, conhecidos como whips, com a tarefa de assegurar que todos os membros do dado partido votem como seu partido deseje. Os Membros do Parlamento não tendem votar contra tais instruções, porque aqueles que o fazem possuem poucas chances de subirem de posição em seu partido político. Membros do Parlamento que desobedecem às instruções de votação dadas pelo partido podem ser expulsas do partido. Por isto, políticos sem afiliação política na Câmara dos Comuns são raros, e "backbench rebellions", rebeliões de Membros descontentes com as políticas de seu partido, são ainda mais raros. Em algumas circunstâncias, porém, partidos políticos podem anunciar aos seus Membros "Votos livres" (Free Votes), permitindo aos Membros do Parlamento votar como bem desejem.

## Comitês
O Parlamento do Canadá faz uso de comitês por diversas razões. Estes comitês são formados pelos Membros do Parlamento. Alguns comitês analisam leis em detalhes, e podem criar amenas. Outros comitês vigiam várias agências governamentais e ministérios.
O maior de todos os comitês na Câmara dos Comuns é o Committee of the Whole (Comitê de um Todo), que, como o nome sugere, consiste de todos os membros da Câmara dos Comuns. As sessões do Committee of the Whole são realizadas também na Câmera da Câmara dos Comuns, mas as regras são um pouco diferentes. Por exemplo, um Membro do Parlamento pode discursar mais do que uma vez em uma moção em uma sessão do Committee of the Whole, mas não em uma sessão normal da Câmara dos Comuns. Ao invés do Presidente, é o Chairman, Deputy Chairman, ou o Assistant Deputy Chairman, que presidem as sessões deste comitê. A Câmara dos Comuns reorganiza-se em um Committee of the Whole para discutir leis de apropriação e às vezes para discutir outras legislações.
A Câmara dos Comuns também possui outros comitês padrões, cada uma responsável por uma área particular do governo (por exemplo, finanças ou transportes). Estes comitês vigiam os diferentes departamentos governamentais do país. Tais comitês podem também ouvir testemunho, coletar evidências e discutir conclusões no Senado. Tais comitês consistem de 16 a 18 membros cada, e eles elegem seu próprio líder (conhecido como chairman).
Algumas leis são analisadas por comitês legislativos. Tais comitês podem ter até 15 membros, e são indicadas regulamente para estudar e emendar uma lei específica. A maioria das leis, porém, são analisadas por comitês padrões, ao invés de comitês legislativos,
A Câmara dos Comuns também pode criar comitês especiais para estudar quaisquer assuntos que não sejam leis. Tais comitês são conhecidas como comitês especiais. Como um comitê legislativo, eles não podem ser constituídas por mais do que 15 Membros do Parlamento. Outros comitês incluem comitês formados por membros da Câmara dos Comuns e do Senado. Estes comitês podem analisar testemunho, mas não podem revisar legislação.

## Funções legislativas
Embora legislação possa ser introduzida tanto na Câmara dos Comuns quanto no Senado, a maior parte das leis são criadas na Câmara dos Comuns.
Como na Câmara dos Comuns do Reino Unido, a Câmara dos Comuns do Canadá está autorizada a criar leis que impõem impostos ou que envolvem fundos públicos. Esta restrição no poder do Senado não é apenas uma convenção, mas está explicitamente escrita no Ato da Constituição de 1867. Fora isto, o poder de ambos o Senado e da Câmara dos Comuns, em teoria, é igual, e a aprovação de ambas as Câmaras são necessárias para a aprovação de uma dada lei - que não envolvam dinheiro. Em prática, porém, a Câmara dos Comuns é a Câmera dominante do Parlamento do Canadá, com o Senado raramente exercendo seus poderes contra a Câmara dos Comuns. A última lei que foi rejeitada pelo Senado foi uma lei que impondo restrições contra abortos. A tal lei foi aprovada pela Câmara dos Comuns, mas rejeitada pelo Senado, em uma votação empatada.
O Senado é enfraquecido também por uma cláusula no Ato da Constituição de 1867, que permite ao governador-geral aprovar quatro ou oito senadores extras (ao pedido do primeiro-ministro). O primeiro-ministro Brian Mulroney invocou esta cláusula em 1990, aconselhando o governador-geral a escolher mais oito senadores apontados por Mulroney, para garantir a aprovação da Goods and Services Tax.